# William Yarnel Slack
Pour les articles homonymes, voir Slack.
William Yarnel Slack (1er août 1816 - 21 mars 1862) est un avocat du Missouri, homme politique et général dans la garde de l'État du Missouri (alignée avec l'armée des États confédérés) au cours de la guerre de Sécession. Il mène une division dans plusieurs des premières grandes batailles de la guerre, sur le théâtre du Trans-Mississippi et est mortellement blessé à la bataille de Pea Ridge, dans l'Arkansas.

## Avant la guerre
William Y. Slack naît dans le comté rural de Mason, au Kentucky, au cours de l'été de 1816. Trois ans plus tard, son père John Slack part avec sa famille dans le comté de Boone, au Missouri, et s'installe près de Columbia. John Slack, faisant du commerce, devient le premier juge de paix pour le Perche Township. En tant que jeune adulte, William Slack fait des études de droit, réussit son examen du barreau, et crée un cabinet privé à Chillicothe. Il est parmi les citoyens qui aident à lever des fonds pour créer ce qui deviendra plus tard l'université du Missouri.
Pendant la guerre américano-mexicaine, Slack lève une compagnie de volontaires et sert en tant que capitaine dans le 2nd Missouri Volunteers sous les ordres de Sterling Price. Il quitte l'armée, en 1847, après quatorze mois de service.
Slack sert dans l'assemblée générale du Missouri, où il est remarqué comme étant un avocat marqué pro-esclavagiste. Il devient membre de la convention de l'État appelée à développer et ratifier la nouvelle constitution de l'État du Missouri.

## Guerre de Sécession
Peu de temps après le début de la guerre de Sécession, les factions pro-confédérées dans le Missouri s'organisent en tant que garde de l'État du Missouri, et Slack, avec son expérience militaire et ses connexions politiques, est nommé par le gouverneur du Missouri Claiborne F. Jackson en tant que brigadier général au commandement de la cinquième division de la garde de l'État du Missouri. Sa commission est datée du 4 juillet 1861. En août, lors de la réorganisation de la garde, Slack assume le commandement de la quatrième division, qui comprend de la cavalerie et de l'infanterie. Il participe aux batailles de Carthage et de Springfield. Il est blessé par une balle à la hanche gauche lors de la bataille de Wilson's Creek le 10 août.
À la fin d'octobre, Slack a suffisamment récupéré pour reprendre ses responsabilités sur le terrain. Il prend le commandement de la deuxième brigade de la garde de l'État du Missouri le 23 janvier 1862. Le 7 mars de cette année, il est de nouveau blessé à la hanche gauche lors de la bataille de Pea Ridge (Elkhorn Tavern) dans l'Arkansas. Il est emmené dans une maison à un kilomètre six cents (un mile) à l'arrière des lignes, où son état s'améliore et est supposé avoir récupéré. En raison de craintes de capture par les forces de l'Union, il est transporté à onze kilomètres (sept miles) à l'est jusqu'à un hôpital de campagne de la bataille de Pea Ridge (Elkhorn Tavern) dans l'Arkansas, où son état se détériore rapidement. Il agonise pendant deux semaines avant de mourir tôt dans la matinée du 21 mars. Il est enterré dans la cour, mais en 1880, ses restes sont exhumés et il est ré-inhumé dans le cimetière confédéré de Fayetteville à Fayetteville, en Arkansas.
Ironiquement, en raison de retards de communication entre le district du Trans-Mississippi District et le département à la Guerre confédéré, à Richmond, en Virginie, sa commission formelle en tant que brigadier-général dans l'armée confédérée est décernée, à titre posthume, en date du 12 avril 1862.
Son commandant à Pea Ridge, Sterling Price, juge Slack comme l'un de « mes meilleurs et plus courageux officiers ».